# Іслаєвка
Ісла́євка (рос. Ислаевка) — присілок у складі Сарактаського району Оренбурзької області, Росія.

## Населення
Населення — 32 особи (2010; 64 у 2002).
Національний склад (станом на 2002 рік):
- татари — 92 %